# Point of View (Stargate SG-1)
Point of View (Punto de Vista) es el sexto episodio de la tercera temporada de la serie de televisión de ciencia ficción Stargate SG-1, y el quintuagesimo capítulo de toda la serie.

## Trama
En un universo alterno, Samantha Carter y el Mayor Kawalsky están dentro del SGC, invadido por los Goa'uld. Usando el espejo Quantum de P3R-233, aparecen en el Área 51 de nuestra realidad, donde fue colocado el espejo traído por el SG-1.
Son arrestados y enviados al SGC donde los interrogan. Esta es una gran sorpresa para los miembros del SG-1, ya que vuelven a ver vivo a Kawalsky. En la reunión, explican lo que ocurrió en el universo del SGC alterno (llamado allí SGA). O'Neill y la Dra. Carter estuvieron casados antes de que O'Neill muriera defendiendo el SGC. Teal'c sigue siendo Primado de Apophis y fue él quien dirigió el ataque contra el SGA, mientras que Daniel nunca participó en el Proyecto Stargate. Sin embargo la revelación más impactante fue que los Goa'uld han invadido la Tierra, y conquistado cada ciudad importante del orbe, haciendo esclavos a toda la población.
Debido a esto, se les permite quedarse en el SGC. La Carter alterna le cuenta a Jack sobre los dos, llegando a llorar sobre él para desahogarse. Más adelante sin embargo, la Carter alterna comienza a sufrir una distorsión temporal, como ella supuso podría suceder, pero no tan rápido. Esto se debe a que hay 2 Carter en un mismo universo. Sí Carter y Kawalsky alternos se quedan, eventualmente morirán. Sin embargo si vuelven a su realidad los Goa'uld los matarán.
Para prevenir esto, se planea una misión en la cual la Carter y el Kawalsky alterno, junto con O'Neill, Daniel, y Teal'c (con armadura Jaffa) regresaran al universo alterno y entrarán en contacto con los Asgard para liberar a la Tierra. Mientras las dos Carter trabajan para darle nuevamente energía al generador usado para contactar a los Asgard por primera vez, Kawalsky le enseña a Daniel cómo utilizar el espejo Quantum y buscar su realidad.
Después de que el equipo pasara a través del espejo, Teal'c captura y mata a su alterno. Entonces él toma su lugar mientras que los otros activan el generador de energía y marcan con éxito el Stargate para conseguir que la Dra. Carter viaje al hogar de los Asgard. Sin embargo Apophis descubre la traición de Teal'c y el equipo es capturado. Apophis entonces los pregunta quienes son, llegando incluso a matar al Hammond alterno para descubrirlo. Deciden contarle sobre la realidad alterna de donde vienen pero él no les cree y amenaza con matar a Jackson. Antes de que esto ocurra llegan los Asgard, capturan a Apophis, forzando a la mayoría de los Jaffa a huir y además resucitan a Hammond. Con la misión completada, el equipo de nuestra realidad vuelve a casa, pero no antes de que O'Neill y la Carter alterna se den un beso.

## Artistas invitados
- Jay Acavone como el Mayor Kawalsky.
- Peter Williams como Apophis
- Ty Olsson como Jaffa #1.
- Shawn Reis como Jaffa #2.
- Tracy Westerholm como el guardia.